# 印度门 (德里)
印度门（India Gate），原名All India War Memorial(अखिल भारतीय युद्ध स्मारक)(译为：全印度战争纪念碑)，又称德里门，是一座43米高的大型凯旋门，位于印度新德里的責任大道。
印度门建于1921年，高42米。它是由红色砂岩和花岗岩建成，由设计师埃德溫·魯琴斯设计，最初称为全印战争纪念碑（All India War Memorial），纪念在第一次世界大战和第三次英国-阿富汗战争中为大英帝國而犧牲的9萬名不列颠印度军队士兵，門磚上刻了其中13300名死者的名字。